# Malum prohibitum
Malum prohibitum (мн. mala prohibita, буквальний переклад: "неправильний [тому що або внаслідок] заборони") - латинський вислів, що означає "неправильний, шкідливий або злий внаслідок заборони", що використовується в праві для посилання на вчинки, які являють собою протизаконні дії лише внаслідок приписів статутів або законів,, на відміну від поведінки, яка вважається злою або шкідливою за своєю сутністю - malum in se.  Поведінка, що очевидно порушувала моральні засади суспільства і була протизаконною в межах англійського загального права зазвичай розглядається, як malum in se. 
Вчинок, що підпадає під категорію malum prohibitum, необов'язково порушує моральні стандарти
Деякі приклади mala prohibita включають: порушення правил паркування, порушення авторських прав, ухилення від сплати податків, культурні табу тощо.
Злочини або правопорушення, які, на думку багатьох людей, є malum prohibitum, але не є malum in se, включають:
- Виробництво для власних потреб чи вживання алкоголю або наркотиків, наприклад, марихуани
- Нелегальна імміграція
- Азартні ігри
- Критика правлячого режиму (в країнах, де свобода слова не існує або є обмеженою)
- Носіння зброї приватними особами
- Порушення правил інтелектуальної власності
- Непристойна поведінка